# Championnat de France de beach soccer 2018
Navigation
NBS 2017 NBS 2019
Le National Beach Soccer 2018 est la dixième édition du Championnat de France de beach soccer.
La Grande-Motte PBS remporte son 3e titre national et devient le club le plus titré après ses succès en 2015 et 2016.

## Format de la compétition
La FFF modifie le format pour cette dixième édition en organisant deux ½ finales avant le week-end final. Chacune des huit Ligues organisant une phase régionale qualifie deux représentants pour les ½ finales. Les qualifiés des Ligues de Bretagne, Nouvelle-Aquitaine, Occitanie et Pays-de-la-Loire sont versés dans le groupe Ouest, ceux des Ligues Auvergne-Rhône-Alpes, Grand-Est, Hauts-de-France et Méditerranée dans le groupe Est. À noter que pour cette édition, les Ligues ultra-marines ne peuvent pas qualifier de représentant. Dans chacun des groupes, les huit clubs sont répartis, par tirage au sort le matin de la première journée, en deux groupes de quatre où ils ne peuvent affronter l'autre représentant de leur Ligue. Ils rencontrent une fois chacun des trois autres clubs. Les deux premiers de chaque poule sont qualifiés pour la finale. 
 Les huit clubs qualifiés pour la finale sont de nouveau répartis, le matin de la première journée, en deux groupes de quatre où ils ne peuvent affronter l'autre représentant de leur Ligue. Le premier de chaque poule est qualifié pour la finale, les autres se disputent les matchs de classement.

## Phases régionales
Elles se tiennent de mai à juillet 2018. Ci-dessous, les deux premiers de chaque Ligue, éligibles à la participation en ½ finales nationales :
| Ligue                | Clubs                                               |
| -------------------- | --------------------------------------------------- |
| Auvergne-Rhône-Alpes | 1. Grenoble Foot 38 2. US Vals-les-Bains            |
| Bretagne             | 1. SC Le Rheu 2. CO Pacé                            |
| Grand-Est            | 1. Beach Team 3 Frontières 2. CSO Amnéville         |
| Hauts-de-France      | 1. AS Étaples 2. Calais JF                          |
| Méditerranée         | 1. Marseille BT 2. Toulon EF                        |
| Nouvelle-Aquitaine   | 1. FC Saint-Médard-en-Jalles 2. AS Le Taillan-Médoc |
| Occitanie            | 1. La Grande-Motte PBS 2. Montpellier HBS           |
| Pays-de-la-Loire     | 1. Fontenay-le-Comte VF 2. TVEC Les Sables-d'Olonne |

## ½ finales

### Équipes participantes
| CSO Amnéville Calais JF AS Étaples Fontenay-le-Comte VF Beach Team 3 Frontières La Grande-Motte PBS SC Le Rheu AS Le Taillan-Médoc TVEC Les Sables-d'Olonne Marseille BT Montpellier HBS FC Saint-Médard-en-Jalles Toulon EF US Vals-les-Bains |

La Ligue de Bretagne a décidé de ne qualifier qu'une équipe pour les ½ finales nationales. Le Grenoble Foot 38 déclare forfait quelques jours avant la ½ finale Est. Chaque groupe comporte donc 7 équipes. Dans chaque groupe sont constituées une poule de 4 équipes et une poule de 3 équipes. Dans chaque poule de 3 équipes, chaque équipe rencontre deux fois chacune des deux autres équipes sur un temps de jeu de 3x9 minutes,.

### Groupe Ouest[9]
Les matchs de ce groupe se déroulent au Stade municipal du Rheu les 7 et 8 juillet 2018.

#### Poule A
Pas de surprise dans cette poule où les expérimentés Montpellier HBS et FC Saint-Médard-en-Jalles s'attribuent les 2 premières places. Notons toutefois le succès de prestige du TVEC Les Sables-d'Olonne contre Montpellier HBS aux tirs au but pour son premier match au niveau national.
| Pos | Club                      | Pts | J | G | G a.p. | G t.a.b. | P | Bp | Bc | Dif. |
| --- | ------------------------- | --- | - | - | ------ | -------- | - | -- | -- | ---- |
| 1   | Montpellier HBS           | 9   | 4 | 3 | 0      | 0        | 1 | 18 | 8  | +10  |
| 2   | FC Saint-Médard-en-Jalles | 6   | 4 | 2 | 0      | 0        | 2 | 18 | 16 | +2   |
| 3   | TVEC Les Sables-d'Olonne  | 1   | 4 | 0 | 0      | 1        | 3 | 11 | 23 | -12  |

| Date & Heure     | Équipe 1                  | Score            | Équipe 2                  |
| ---------------- | ------------------------- | ---------------- | ------------------------- |
| 07/07/2018 13:00 | FC Saint-Médard-en-Jalles | 1-4              | Montpellier HBS           |
| 07/07/2018 16:00 | Montpellier HBS           | 4-4 t.a.b. : 6-7 | TVEC Les Sables-d'Olonne  |
| 07/07/2018 19:00 | FC Saint-Médard-en-Jalles | 5-1              | TVEC Les Sables-d'Olonne  |
| 08/07/2018 10:00 | Montpellier HBS           | 6-2              | FC Saint-Médard-en-Jalles |
| 08/07/2018 13:00 | TVEC Les Sables-d'Olonne  | 1-4              | Montpellier HBS           |
| 08/07/2018 16:00 | TVEC Les Sables-d'Olonne  | 5-10             | FC Saint-Médard-en-Jalles |

#### Poule B
Là encore, pas de surprise, La Grande-Motte PBS et Fontenay-le-Comte VF viennent à bout des novices SC Le Rheu et AS Le Taillan-Médoc, les locaux sauvant l'honneur lors de la dernière rencontre.
| Pos | Club                 | Pts | J | G | G a.p. | G t.a.b. | P | Bp | Bc | Dif. |
| --- | -------------------- | --- | - | - | ------ | -------- | - | -- | -- | ---- |
| 1   | La Grande-Motte PBS  | 9   | 3 | 3 | 0      | 0        | 0 | 27 | 10 | +17  |
| 2   | Fontenay-le-Comte VF | 6   | 3 | 2 | 0      | 0        | 1 | 16 | 17 | -1   |
| 3   | SC Le Rheu           | 3   | 3 | 1 | 0      | 0        | 2 | 15 | 18 | -3   |
| 4   | AS Le Taillan-Médoc  | 0   | 3 | 0 | 0      | 0        | 3 | 7  | 20 | -13  |

| Date & Heure     | Équipe 1             | Score | Équipe 2             |
| ---------------- | -------------------- | ----- | -------------------- |
| 21/07/2018 11:30 | AS Le Taillan-Médoc  | 2-9   | La Grande-Motte PBS  |
| 21/07/2018 14:30 | Fontenay-le-Comte VF | 7-5   | SC Le Rheu           |
| 21/07/2018 17:30 | AS Le Taillan-Médoc  | 3-5   | Fontenay-le-Comte VF |
| 22/07/2018 08:30 | La Grande-Motte PBS  | 9-4   | SC Le Rheu           |
| 22/07/2018 11:30 | La Grande-Motte PBS  | 9-4   | Fontenay-le-Comte VF |
| 22/07/2018 14:30 | AS Le Taillan-Médoc  | 2-6   | SC Le Rheu           |

### Groupe Est[10]
Les matchs de ce groupe se déroulent au Stade municipal d'Amnéville les 21 et 22 juillet 2018.

#### Poule A
Il s'agit de la surprise de ces ½ finales : Marseille BT, champion sortant, perd ses deux premières rencontres contre l'AS Étaples et le CSO Amnéville, deux clubs disposant toutefois de joueurs internationaux, et se voit éliminé avant même le week-end final. L'US Vals-les-Bains, pour la première participation d'un club de la Ligue Auvergne-Rhône-Alpes de football, n'a pas pu rivaliser avec ses trois adversaires.
| Pos | Club              | Pts | J | G | G a.p. | G t.a.b. | P | Bp | Bc | Dif. |
| --- | ----------------- | --- | - | - | ------ | -------- | - | -- | -- | ---- |
| 1   | AS Étaples        | 9   | 3 | 3 | 0      | 0        | 0 | 28 | 7  | +21  |
| 2   | CSO Amnéville     | 6   | 3 | 2 | 0      | 0        | 1 | 20 | 25 | -5   |
| 3   | Marseille BT      | 3   | 3 | 1 | 0      | 0        | 2 | 18 | 15 | +3   |
| 4   | US Vals-les-Bains | 0   | 3 | 0 | 0      | 0        | 3 | 10 | 29 | -19  |

| Date & Heure     | Équipe 1          | Score | Équipe 2          |
| ---------------- | ----------------- | ----- | ----------------- |
| 21/07/2018 11:30 | Marseille BT      | 3-5   | AS Étaples        |
| 21/07/2018 14:30 | CSO Amnéville     | 10-6  | US Vals-les-Bains |
| 21/07/2018 17:30 | Marseille BT      | 7-8   | CSO Amnéville     |
| 22/07/2018 08:30 | AS Étaples        | 11-2  | US Vals-les-Bains |
| 22/07/2018 11:30 | AS Étaples        | 12-2  | CSO Amnéville     |
| 22/07/2018 14:30 | US Vals-les-Bains | 2-8   | Marseille BT      |

#### Poule B
Dans ce groupe, les résultats sont plus conformes aux attentes : Beach Team 3 Frontières, avec son armada tahitienne, et Toulon EF, rompu aux joutes nationales, dominent aisément Calais JF qui découvrait le niveau national.
| Pos | Club                    | Pts | J | G | G a.p. | G t.a.b. | P | Bp | Bc | Dif. |
| --- | ----------------------- | --- | - | - | ------ | -------- | - | -- | -- | ---- |
| 1   | Beach Team 3 Frontières | 9   | 4 | 3 | 0      | 0        | 1 | 27 | 12 | +15  |
| 2   | Toulon EF               | 9   | 4 | 3 | 0      | 0        | 1 | 20 | 18 | +2   |
| 3   | Calais JF               | 0   | 4 | 0 | 0      | 0        | 4 | 7  | 24 | -17  |

| Date & Heure     | Équipe 1                | Score | Équipe 2                |
| ---------------- | ----------------------- | ----- | ----------------------- |
| 21/07/2018 13:00 | Toulon EF               | 6-4   | Calais JF               |
| 21/07/2018 16:00 | Calais JF               | 2-7   | Beach Team 3 Frontières |
| 21/07/2018 19:00 | Toulon EF               | 4-9   | Beach Team 3 Frontières |
| 22/07/2018 10:00 | Calais JF               | 1-4   | Toulon EF               |
| 22/07/2018 13:00 | Beach Team 3 Frontières | 7-0   | Calais JF               |
| 22/07/2018 16:00 | Beach Team 3 Frontières | 4-6   | Toulon EF               |

## Finale[13]
Elle est organisée du 10 au 12 août 2018 sur le site du Parc de Champagne à Reims où ont été créés deux terrains de beach soccer.

### Phase de poules

#### Poule A
Beach Team 3 Frontières, pour sa première participation, réussit l'exploit de se qualifier pour la finale, après notamment un match intense contre le FC Saint-Médard-en-Jalles.
| Pos | Club                      | Pts | J | G | G a.p. | G t.a.b. | P | Bp | Bc | Dif. |
| --- | ------------------------- | --- | - | - | ------ | -------- | - | -- | -- | ---- |
| 1   | Beach Team 3 Frontières   | 9   | 3 | 3 | 0      | 0        | 0 | 24 | 11 | +13  |
| 2   | FC Saint-Médard-en-Jalles | 6   | 3 | 2 | 0      | 0        | 1 | 20 | 11 | +9   |
| 3   | Montpellier HBS           | 2   | 3 | 0 | 1      | 0        | 2 | 11 | 21 | -10  |
| 4   | AS Étaples                | 0   | 3 | 0 | 0      | 0        | 3 | 11 | 23 | -12  |

| Date & Heure     | Équipe 1                  | Score    | Équipe 2                  |
| ---------------- | ------------------------- | -------- | ------------------------- |
| 10/08/2018 14:30 | Montpellier HBS           | 2-5      | FC Saint-Médard-en-Jalles |
| 10/08/2018 17:00 | AS Étaples                | 3-7      | Beach Team 3 Frontières   |
| 11/08/2018 08:00 | Beach Team 3 Frontières   | 11-3     | Montpellier HBS           |
| 11/08/2018 10:30 | FC Saint-Médard-en-Jalles | 10-3     | AS Étaples                |
| 11/08/2018 14:15 | Montpellier HBS           | 6-5 a.p. | AS Étaples                |
| 11/08/2018 18:00 | FC Saint-Médard-en-Jalles | 5-6      | Beach Team 3 Frontières   |

#### Poule B
La Grande-Motte PBS surclasse chacun de ses trois adversaires et se hisse pour la troisième fois en finale du NBS.
| Pos | Club                 | Pts | J | G | G a.p. | G t.a.b. | P | Bp | Bc | Dif. |
| --- | -------------------- | --- | - | - | ------ | -------- | - | -- | -- | ---- |
| 1   | La Grande-Motte PBS  | 9   | 3 | 3 | 0      | 0        | 0 | 27 | 8  | +19  |
| 2   | CSO Amnéville        | 6   | 3 | 2 | 0      | 0        | 1 | 13 | 11 | +2   |
| 3   | Fontenay-le-Comte VF | 3   | 3 | 1 | 0      | 0        | 2 | 12 | 23 | -11  |
| 4   | Toulon EF            | 0   | 3 | 0 | 0      | 0        | 3 | 8  | 18 | -8   |

| Date & Heure     | Équipe 1             | Score | Équipe 2             |
| ---------------- | -------------------- | ----- | -------------------- |
| 10/08/2018 15:45 | La Grande-Motte PBS  | 9-1   | Toulon EF            |
| 10/08/2018 18:15 | Fontenay-le-Comte VF | 2-7   | CSO Amnéville        |
| 11/08/2018 09:15 | CSO Amnéville        | 3-7   | La Grande-Motte PBS  |
| 11/08/2018 11:45 | Toulon EF            | 5-6   | Fontenay-le-Comte VF |
| 11/08/2018 15:30 | La Grande-Motte PBS  | 11-4  | Fontenay-le-Comte VF |
| 11/08/2018 19:15 | Toulon EF            | 2-3   | CSO Amnéville        |

### Finale et matchs de classement
La Grande-Motte PBS fait parler son expérience et sa fraîcheur physique pour dominer une valeureuse équipe du Beach Team 3 Frontières, qui disputait sa première finale, sur le score de 10-3, écart record en finale de NBS. Les Héraultais s'adjugent donc leur 3e titre national et deviennent le club le plus titré de l'histoire.
Pour la 3e place, le CSO Amnéville vient à bout du FC Saint-Médard-en-Jalles au terme de la séance de tirs au but et obtient son premier podium.
| Place jouée | Vainqueur           | Score            | Adversaire                |
| ----------- | ------------------- | ---------------- | ------------------------- |
| Finale      | La Grande-Motte PBS | 10-3             | Beach Team 3 Frontières   |
| 3e place    | CSO Amnéville       | 2-2 t.a.b. : 2-1 | FC Saint-Médard-en-Jalles |
| 5e place    | Montpellier HBS     | 4-4 t.a.b. : 4-3 | Fontenay-le-Comte VF      |
| 7e place    | AS Étaples          | 7-6 a.p.         | Toulon EF                 |

## Classement final
| # | Club                      | Ligue              |
| - | ------------------------- | ------------------ |
| 1 | La Grande-Motte PBS       | Occitanie          |
| 2 | Beach Team 3 Frontières   | Grand-Est          |
| 3 | CSO Amnéville             | Grand-Est          |
| 4 | FC Saint-Médard-en-Jalles | Nouvelle-Aquitaine |
| 5 | Montpellier HBS           | Occitanie          |
| 6 | Fontenay-le-Comte VF      | Pays-de-la-Loire   |
| 7 | AS Étaples                | Hauts-de-France    |
| 8 | Toulon EF                 | Méditerranée       |